# Шербет (солодощі)
Шербéт, щербéт — східні солодощі у вигляді бруска вершкової помадки з горіхами, арахісом чи родзинками. Назва виробу походить від напою шербет. Шербет походить із Центральної Азії, а з часів СРСР шербет виготовляється промислово.
Види:
- Шербет молочний — з ліщиною[4].
- Шербет горіховий — молочна помада з ліщиною та цукатами[4].
- Шербет із цукатами[4].
- Шербет буковинський — двокольорова жирова маса з тертим горіхом, цукровою пудрою і какао-порошком[4].
- Інші види[5]: Дніпровський, Родзинка, Родзиновий, Кавказький.

## Технологія виготовлення
Із цукру та згущеного молока (чи свіжого молока) варять помадку. За 10—15 хвилин додають патоку. Готовий сироп із температурою 110—115 °C виливають на спеціальний стіл, охолоджують до 40—45 °C і збивають його на помадозбивальній машині чи вручну до утворення дрібнокристалічної маси світло-коричневого кольору. Додають горіхи та викладають у форми, вистелені підпергаментним папером. Після повного затвердіння помади шербет виймають із форм.